# The 4 Skins
The 4 Skins es una de las primeras bandas de Oi!. Se formó en 1979 y se disolvió en 1984. Muy controvertidos por sus planteamientos supuestamente violentos.
Esta banda fue una de las más conocidas y exitosas de la escena Oi! Británica, estaba conformada por cuatro jóvenes Skinheads. Sus letras se tornaban hacia temas de la vida diaria, problemas sociales, violencia, represión policial y amistad.
Algunos temas suyos como A.C.A.B (All Cops Are Bastards) han pasado a la historia del movimiento skinhead y cercanos.
En el 2007 la banda se juntó nuevamente con dos miembros originales y continúan tocando en el presente.

## Miembros

### 1979–1980
- Tom McCourt Hoxton (guitarra)
- Gary Hodges (voz)
- Steve 'H' Harmer (bajo)
- Gary Hitchcock (batería).

### 1980–1981
- Tom McCourt Hoxton (bajo)
- Gary Hodges (voz)
- Steve 'Rockabilly' Pear (guitarra)
- John Jacobs (batería)

### 1981–1983
- Tom McCourt Hoxton (bajo)
- Tony 'Panther' Cummins (voz)
- John Jacobs (guitarra/teclados)
- Pete Abbot (batería)

### 1983–1984
- Tom McCourt Hoxton (bajo)
- Roi Pearce (voz)
- Paul Swain (guitarra)
- Ian Bramson (batería)

### 2007
- Gary Hodges (voz)
- Steve 'H' Harmer (bajo)
- Mick Geggus (guitarra)
- Andy Russell (batería)
- Dave Propri
- Chris Alcaravea

### 2008-presente
- Gary Hodges (voz)
- Hornea (bajo)
- Big Tom (guitarra)
- Juncia (batería)

## Discografía

### Recopilatorios
- "Wonderful world", "Chaos" – Oi! The album (EMI, 1980)
- "1984", "Sorry" – Strength thru oi! (Decca Records, 1981)
- "Evil" – Carry on oi! (Secret Records, 1981)
- "On the streets" – Son of oi! (Syndicate Records, 1983)
- "Clockwork skinhead", "Plastic Gangster", "Summer Holiday" - Lords of oi! (Dressed To Kill, 1997)
- "Glory days", "Chaos 2007" - Kings of street punk (G&R London, 2007)

### Singles
- One law for them / "Brave new world" (Clockwork Fun, CF 101, 1981).
- Yesterdays heroes / "Justice, get out of my life" (Secret Records, SHH 125, 1981).
- Low life / "Bread or blood" (Secret Records, SHH 141, 1982).
- Turning the past into the present: "Thanks for the memories" [split compartido con Evil Conduct] (Clockwork Firm / Randale Records, CF-001 / RAN 47, 2009).

### Álbumes
- The good, the bad & The 4-Skins (Secret Records, SEC 4, 1982).
- A fistful of... 4-Skins (Syndicate Records, SYN 1, 1983).
- From chaos to 1984 [en vivo] (Syndicate Records, SYN LP 5, 1984).
- The Return (Randale Records, RAN 050, 2010).

### Compilaciones
- A Few 4-Skins More, Vol.1 (Link Records, 1987)
- A Few 4-Skins More, Vol.2 (Link Records, 1987)
- The Wonderful World Of The 4-Skins (1987)
- The Best Of 4-Skins (1989)
- Clockwork Skinhead (2000)
- Singles & Rarities (Captain Oi! Records, 2000)
- The Secret Life of the 4-Skins (Captain Oi! Records, 2001)